# 2024 YR4
2024 YR4 est un astéroïde Apollon d'un diamètre d'une soixantaine de mètres. Il a été découvert par la station chilienne du Asteroid Terrestrial-impact Last Alert System (ATLAS) le 27 décembre 2024.
Dans les semaines suivant sa découverte, la trajectoire calculée de cet astéroïde impliquait un risque d'impact avec la Terre en décembre 2032. Après avoir été évalué entre 1,5 et 3,1 %, le risque d'impact sur notre planète a été revu à la baisse fin février 2025 à 0,0011 % puis à 0,000020 % en début mars. La faible taille de l'astéroïde et le faible risque d'impact l'ont rétrogradé au niveau 0 de l'échelle de Turin.
À partir du 1er février 2025, 2024 YR4 avait été classé au 3e échelon sur l'échelle de Turin, avec une probabilité de collision avec la Terre de 1,9 %. Ce taux est ensuite réévalué à 3,1 %, une probabilité représentant un plus haut historique parmi les risques d'impact des objets géocroiseurs. Les analyses ultérieures ont ramené cette probabilité à 1 chance sur 910 000 (0,00011 %) d'entrer en collision avec la Terre le 22 décembre 2047. Sur l'échelle des risques d'impact technique de Palerme, la NASA lui donne la note de -5,09, ce qui correspond à un risque d'incident très inférieur au niveau du risque de fond.
La découverte avait déclenché la première étape dans les réponses de défense planétaire, dans laquelle tous les télescopes disponibles sont invités à collecter des données sur l'objet et dans laquelle des réunions du comité de pilotage du Réseau international d'alerte aux astéroïdes (COPUOS, UNOOSA) de l'Organisation des Nations unies sont organisées.
L'analyse préliminaire des spectres et des séries temporelles photométriques de cet astéroïde suggère qu'il s'agit d'un astéroïde de type S ou L, rocheux et que sa taille serait donc plutôt dans la fourchette basse de l'intervalle susmentionné, probablement entre 40 et 60 mètres. Sa période de rotation, proche de 19,5 minutes en fait un objet à la rotation rapide, mais l'ESA considère qu'il est possible qu'il n'ait pas besoin d'une cohésion interne importante pour maintenir sa  forme, et qu'il n'est pas exclu qu'il puisse être un agglomérat lâche de rochers.
L'astéroïde est passé à 828 800 kilomètres (2,156 distances lunaires) de la Terre le 27 décembre 2024, deux jours avant sa découverte. Il sera à nouveau au plus près de la Terre vers le 17 décembre 2028.
La faible taille de 2024 YR4 fait qu'il ne peut être observé que lorsqu'il est suffisamment près de la Terre : de début avril 2025 à juin 2028, 2024 YR4 sera trop éloigné de la Terre pour être observé, même par les plus grands télescopes.
Une campagne d'observation en infrarouge avec le télescope James-Webb menée en avril 2025 a permis de mieux déterminer son diamètre (d'environ 60 mètres), ainsi que la nature et la granulométrie de sa surface.

## Conséquences d'un impact potentiel
À partir du diamètre, de la masse et la densité estimés, il avait été estimé que l'impact de l'astéroïde libérerait une énergie équivalente à 7,8 mégatonnes de TNT (31,8 PJ) s'il venait à percuter la Terre en 2032. Sa vitesse d'entrée dans l'atmosphère aurait alors été de 17,3 km/s. Les effets potentiels de l'impact de 2024 YR4 serait de la même catégorie que ceux de l'astéroïde s'étant écrasé en 1908 dans une région isolée de Sibérie. Cet événement, dit de Toungouska, mal documenté, mais dont la puissance estimée était de 10 à 15 Mt de TNT, avait entraîné la destruction de centaines de milliers d'hectares de forêt.
En raison de la composition rocheuse supposée de 2024 YR4, il a été estimé plus probable qu'en cas d'impact il produise une explosion atmosphérique plutôt qu'un cratère d'impact (s'il frappe un continent) ou un tsunami (s'il tombe dans un océan). Les dégâts auraient néanmoins pu s'étendre jusqu'à 50 km autour du site d'impact.

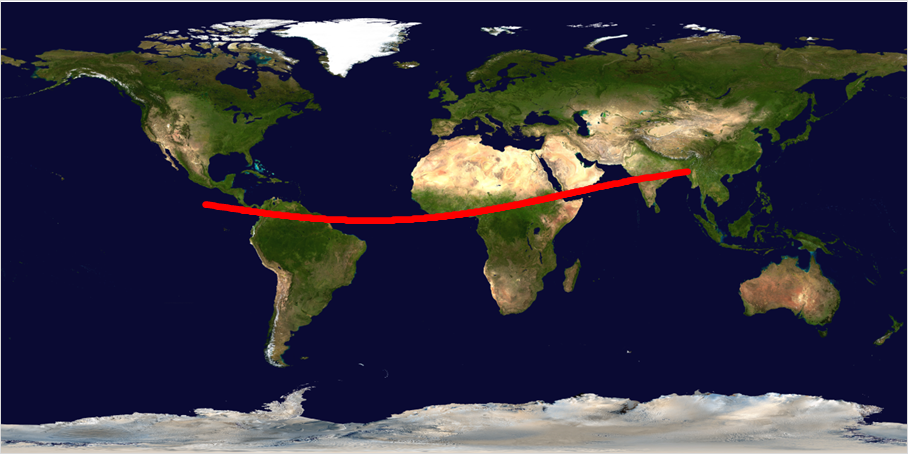
Zone d'impact potentielle.

La zone où aurait pu avoir lieu l'impact potentiel, selon une estimation du début 2025, couvrait une bande commençant à l'est juste au sud du Costa Rica et du Panama (avec un angle d'entrée rasant correspondant au cas où l'astéroïde frôlerait la Terre), qui continue ensuite entre la Colombie et le Venezuela jusqu'à l'Atlantique, traversant le golfe de Guinée (avec un angle d'impact presque vertical pouvant atteindre 83 degrés), puis le Nigeria, le Cameroun, la République centrafricaine, le Soudan du Sud, l'Éthiopie, le Yémen, la mer d'Arabie, et enfin un impact rasant à nouveau au-dessus du centre de l'Inde.
Dans cette zone sont situées plusieurs régions densément peuplées. En cas d'impact, les conséquences ne seraient que locales mais les destructions pourraient être très importantes sur une zone de plusieurs centaines de kilomètres carrés. Les mesures de réduction des risques envisageables sont des évacuations de population, ou une tentative de déviation de l'astéroïde similaire à la mission spatiale DART.

## Mesures de défense planétaire
2024 YR4 remplissait tous les critères nécessaires pour activer les deux groupes de réaction aux astéroïdes approuvés par l'ONU : le Réseau international d'alerte aux astéroïdes (IAWN) et le Groupe consultatif sur la planification des missions spatiales (SMPAG). Ce dernier a statué[Quand ?] qu'il est encore trop tôt pour prendre des mesures. Cependant, le SMPAG surveillera[Quand ?] de près l'évolution de la menace d'impact ainsi que les nouvelles informations potentielles sur la taille de l'astéroïde. Une autre réunion pour décider des actions futures (dont la possibilité de missions spatiales dédiées) se tiendra au plus tard vers la fin de la période de visibilité (environ fin avril/début mai 2025), ou plus tôt si l'évolution de la menace le justifie.[Passage à actualiser]